# Hashish

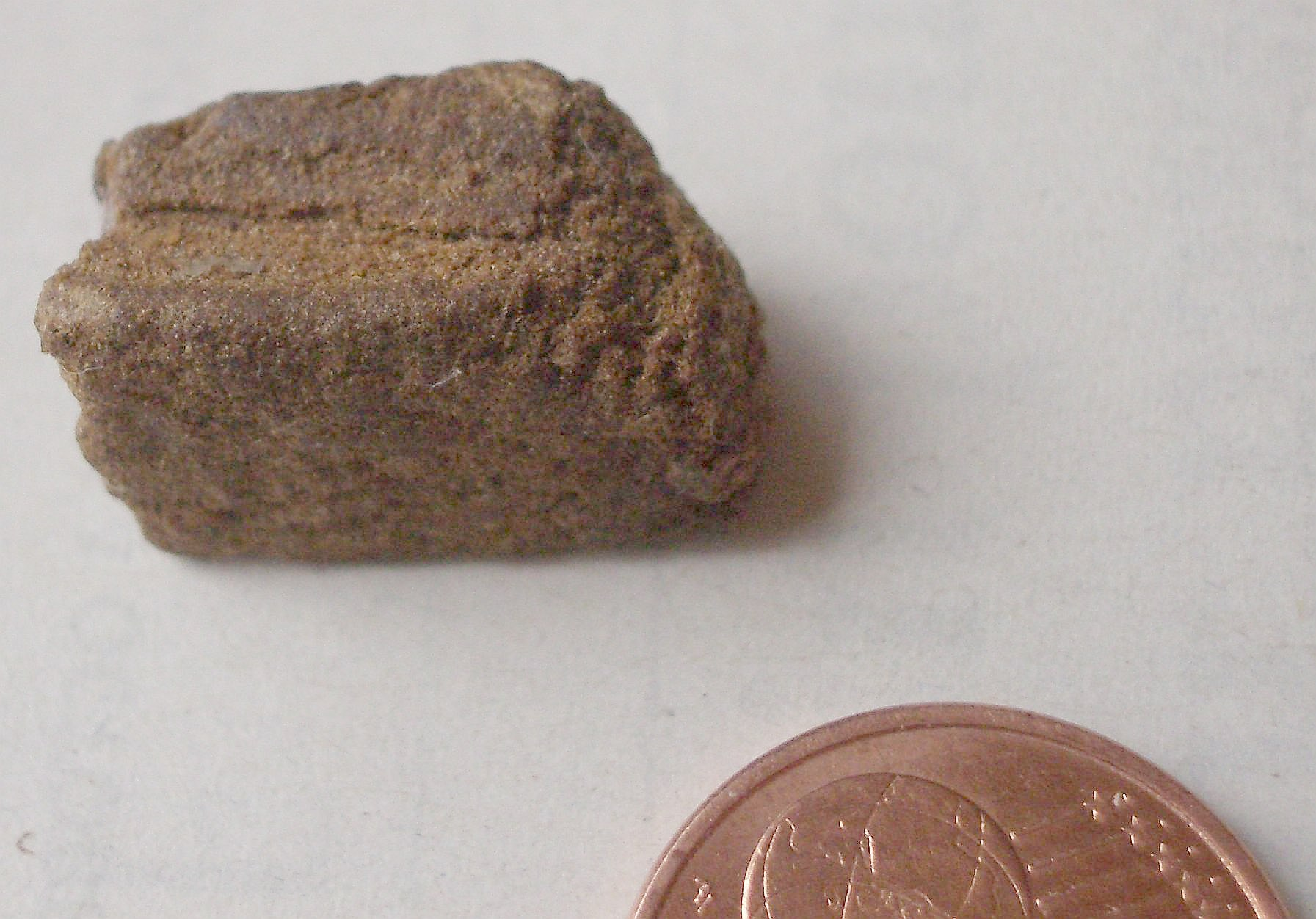
Pezzo di hashish

L'hashish o hascisc (pron. [ˈaʃʃiʃ], tradizionalmente [aʃˈʃiʃ]; per altre grafie vedi sotto), in italiano comunemente detta anche fumo, è una sostanza stupefacente psicotropa derivata dalle infiorescenze femminili della pianta di cannabis, i cui effetti sono dovuti principalmente al Δ9-THC che essa contiene in concentrazione significativamente maggiore rispetto alla marijuana.

## Etimologia

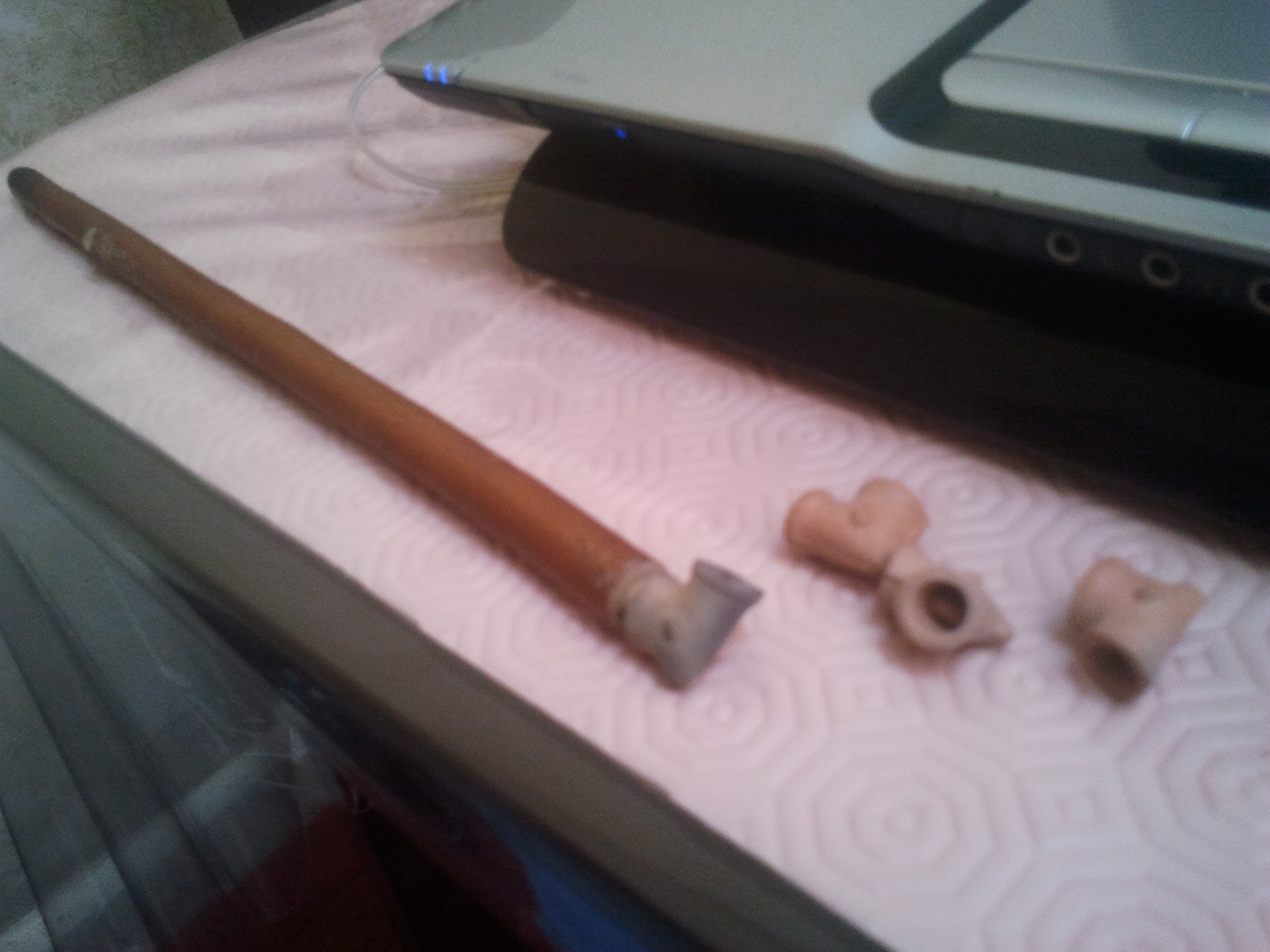
Il "sebsi" (Marocco), una pipa con fornello molto stretto (diametro di circa 5,5 mm) che contiene un setaccio di filo

Il nome deriva dall'arabo ﺣﺸﻴﺶ ḥašīš "erba", oppure, secondo un'ipotesi diffusa ma che in realtà non gode del consenso degli storici, da un gruppo di devoti ismailiti, che di hashish avrebbero fatto uso, detti ﺣﺸﺎﺸﻴﻦ, ḥaššāšīn, da cui deriverebbe la parola "assassino".
Si dice infatti che il Vecchio della Montagna, capo del gruppo, portasse i futuri sicari in un giardino meraviglioso, dove somministrava loro un infuso di hashish, e mentre erano inebriati offriva loro ogni tipo di delizie; poi diceva loro che sarebbero potuti tornare in quel giardino solo come premio, se avessero seguito i suoi ordini, portando a termine gli omicidi politici di cui si erano fatte promotrici le organizzazioni di Alamūt e di Masyaf.
Hashish è l'adattamento inglese del termine arabo; per l'italiano sono registrati vari semiadattamenti: hascisc', ascisc', hascisc, ascisc; è anche registrato l'adattamento completo ascisce.

## Effetti indotti

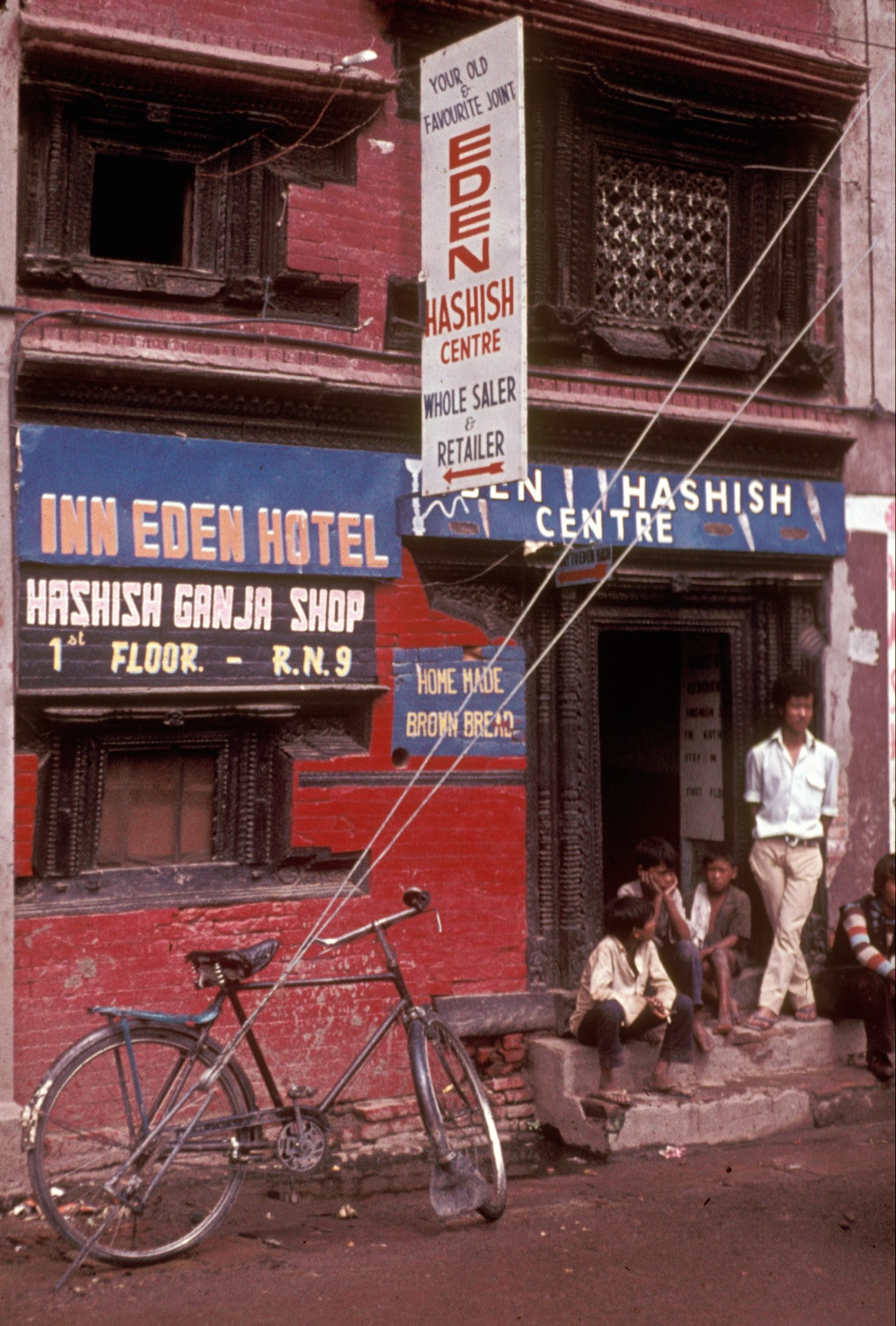
Un negozio di hashish a Kathmandu, Nepal nel 1973, dove la vendita era legale

Gli effetti indotti dall'uso della sostanza, che viene generalmente fumata assieme al tabacco ma può anche essere ingerita, sono svariati e hanno differente intensità a seconda del soggetto, delle circostanze psicofisiche in cui la si assume, e dell'assuefazione del fumatore. Oltre agli effetti psicotropi legati all'eventuale compresenza di tabacco, i principali sono:
- rilassamento;
- attenuazione della reattività fisica;
- disordine nelle percezioni sensoriali e delle esperienze estatiche;
- secchezza delle fauci;
- aumento dell'appetito;
- temporaneo abbassamento della pressione sanguigna;
- temporaneo miglioramento delle percezioni sensoriali (vista notturna e udito);
- focus cognitivo verso la distorsione della realtà;
- calo temporaneo della memoria a breve termine;
- riduzione della salivazione;
- vertigine (nei casi in cui il soggetto non sia abituato a un calo rapido della pressione);
- sonnolenza;

Se assunto in grandi quantità può produrre:
- disorientamento;
- nausea;
- senso di smarrimento;
- attacchi di panico;
- tachicardia;
- vertigine.

Gli effetti indotti possono essere condizionati in maniera significativa anche da due fattori psicologici: il set (lo stato d'animo di chi consuma) e il setting (la compagnia con cui si trova e il luogo in cui si trova il consumatore).

## Produzione
L'hashish è ricavato dalla lavorazione della resina ("kief") di cannabis, pianta che cresce in numerose zone del pianeta terra, ma di cui i principali produttori sono Marocco, Pakistan, Libano, India e Nepal, ma può essere comunque coltivata in qualsiasi luogo, praticamente a tutte le latitudini, anche senza ricorrere a metodi artificiali.
La produzione di hashish è molto costosa in termini di materia prima, nonostante esistano tecniche 
tradizionali come lo sbattimento della pianta che permettono una maggiore produzione dalla stessa quantità di canapa essiccata. La proporzione canapa/hashish è grossomodo di 100 a 1, per cui per produrre 1 kg di hashish occorrono circa 100 kg di canapa.
Solitamente l'hashish commerciale (di bassa qualità) nel mercato nero viene estratto dal canapaccio (canapa di seconda scelta, talvolta trattata) o dagli scarti della potatura finale di canapa di qualità più alta. Hashish mono-varietali e/o da cannabis di alta qualità sono solitamente reperibili solo nei paesi in cui c'è un mercato legale o da produzioni proprie e riguardano processi variabili che coinvolgono anche altri elementi come il ghiaccio, ad esempio per la produzione dell'"ice-o-lator" o bubblehash.
L'hashish, essendo prodotto setacciando i tricomi delle infiorescenze di canapa essiccata, dove risiede il principio attivo della sostanza, ha tendenzialmente una quantità di THC superiore a quella delle infiorescenze allo stato puro.
Per produrre hashish, la tecnica più utilizzata prevede, previo essiccamento delle infiorescenze, un setacciamento della stessa con maglie di dimensione inferiore ai 130 micron di grandezza, per ottenere una polvere che poi, compatta assieme a un leggero calore (circa 35-40 °C), darà vita all'hashish.

### Concentrato delle resine
L'hashish è generalmente un concentrato dei principi attivi della Cannabis. Per ottenere l'hashish ogni cultura ha sviluppato un proprio processo. Si distinguono tre principali tecniche di estrazione:
- quella della zona intorno al sub continente indiano;
- quella del Nord Africa e di alcune zone del Medio Oriente;
- quella olandese.

Nei paesi nord africani, come il Marocco o l'Egitto, si tagliano e si raccolgono le piante mature; successivamente, in una stanza chiusa o dentro a delle buste di plastica, vengono scosse e sbattute raccogliendo la resina, i pistilli dei fiori femmina e piccoli pezzi della pianta in un telo di plastica o in un'apposita vasca. Questa polvere, ottenuta dalla prima battitura, viene poi in parte pressata e lavorata a mano (è la parte più pregiata); dalle successive battiture si otterrà nuova polvere da pressare a macchina per la produzione di hashish commerciale, via via sempre di qualità inferiore perché in maggioranza residuo vegetale della piante privo o con poche sostanze psicotrope.
La tecnica indo-hymalayana, invece, non prevede il taglio delle piante. Durante il periodo di fioritura, a più riprese, si sfregano le infiorescenze tra le mani, direttamente nei campi, per poi accumulare e staccare con le mani stesse la resina gommosa che poi viene modellata in palline morbide e gommose dette charas, che è la consistenza tipica dell'hashish indiano, afgano, nepalese.
La tecnica olandese, infine, che permette di creare il sopracitato "ice-o-lator", consiste nel mettere le cime mature in una bacinella piena di acqua e ghiaccio (poiché le basse temperature permettono ai tricomi di staccarsi più facilmente dall'infiorescenza). Bisogna poi "frullare" le cime e il ghiaccio con un frullatore a immersione per sbriciolare le cime e versare il tutto in un setaccio largo posto sopra un contenitore per filtrare i pezzi di marijuana. Si lascia riposare per circa 10 minuti e nel contenitore si raccoglierà acqua e hashish. Tramite un secondo setaccio più fine si separerà l'acqua dall'hashish che rimarrà nel setaccio. Una volta pressato e asciugato si otterrà l'hashish.

### Tipologia
I tipi di hashish possono essere creati con tre metodi di produzione:
- Indiano: La resina viene estratta per sfregamento dalle cime della canapa senza intaccare la pianta in sé (per motivi religiosi e per una migliore qualità e freschezza del prodotto finale);
- Marocchino: La resina viene estratta per sbattitura/setaccio da piante essiccate, si ottengono quantità maggiori ma la qualità è minore in quanto il THC contenuto è minore rispetto al prodotto fresco (Indiano);
- "Industriale"/olandese: tramite processi fisici (come l'isolamento a temperature basse) o chimici viene ottenuto un hashish con elevatissimi livelli di THC. L'hashish così prodotto è di qualità superiore, sebbene sia meno "naturale" rispetto all'estratto diretto delle piante. È più propriamente un estratto di THC.

I tipi di hashish sono diversi e in continua evoluzione, tra i più famosi ricordiamo:
- Cioccolato: colore marrone scuro esternamente, più chiaro al taglio, e pesantemente tagliato con sostanze varie. Viene prodotto in qualsiasi paese partendo dalla sostanza in pani, a differenza degli altri tipi ha però un costo estremamente ridotto.
- Libano Oro: colore giallo-arancione. Morbido al tatto, facilmente malleabile. È originario di Libano, Egitto, Giordania.
- Black bombay: è una qualità di hashish a pasta molle dal colore nero e dall'odore simile all'afgano, si racconta come in origine venisse impastato con dell'oppio. Proviene dall'India.
- Super Polm: è una varietà di hashish molto morbido, il cui gusto ricorda alla lontana la menta. È originario del Marocco.
- Nepal Temple Balls: è un tipo di hashish originario del Nepal. Si presenta con un esterno nero lucido e un interno marrone scuro. Così chiamato per la forma a sfera.
- Skuff: è un tipo di hashish ottenuto dall'impasto della resina della pianta e parti della pianta stessa. Si presenta di colore verde marrone con tendenza al verde quanta più pianta è parte dell'impasto mentre tendente al marrone se a predominare nell'impasto è la resina.
- Charas: è un tipo di hashish pregiato, molto amato e ricercato dai consumatori di cannabinoidi, data l'alta concentrazione di THC. Originario dell'India.
- Bourbouka (detto anche b-bacon): viene da alcuni ritenuto essere una varietà di hashish molto pregiato, quando viene scaldato "frigge", a causa della grande quantità di olio, è uno dei pochi hashish marocchini lavorati a mano.
- Marocco 00: varietà di hashish estremamente pregiato, quando viene scaldato e successivamente sbriciolato si dice che "monta", che aumenta di volume; originario del Marocco.
- Ice-O-Lator (detto anche isolator o ice hash): varietà olandese comparsa negli ultimi anni nei coffee shop, a elevata concentrazione di THC (30-50%). Viene ottenuta separando i tricomi attaccati alla pianta già secca frullandola in acqua con ghiaccio e filtrandola più volte prima di essere pressata e conservata a basse temperature (anche in congelatore). Può arrivare a costare fino ai 95 euro al grammo.
- Primero: è un tipo di hashish estremamente pregiato proveniente dal Marocco e commercializzato in Spagna e Paesi Bassi, scaldato e sbriciolato aumenta di volume: "monta", ha un'altissima concentrazione di THC. Spesso per "primero" si intende anche l'hashish di prima mano, cioè il prodotto della prima sbattitura/sfregatura senza trattamenti o tagli.
- Palma: hashish molto pregiato di colore giallognolo chiaro dal caratteristico simbolo a forma di palma sulla panetta; di consistenza morbidissima è friabile al tatto, ha un gusto molto deciso e fumandolo rilascia un piacevole retrogusto sul palato.

## Hashish nella letteratura e nell'arte
L'hashish venne conosciuto in Europa grazie alla Setta degli Assassini, il cui nome, secondo alcune fonti, deriverebbe proprio dal loro consumo di "hashish". Tuttavia sembra più plausibile che questa setta usasse oppio con cui il Vecchio teneva in scacco i suoi uomini a causa della forte dipendenza causata dalla sostanza. Marco Polo la cita nel Milione come "polvere del Veglio della Montagna" (XLI-XLII). La citazione venne ripresa abbastanza fedelmente da Giovanni Boccaccio, che nel Decameron, giornata III, novella VIII, fa usare proprio questa "polvere di maravigliosa virtù" del Veglio, che viene somministrata al sempliciotto Ferondo per causargli un sonno così profondo da essere scambiato per morte.
Il Conte di Montecristo di Alexandre Dumas padre usa l'hashish come segreto del suo controllo nervoso, perché gli permette di programmare il sonno decidendo a piacere quando dormire e quando stare sveglio.
Il poeta Baudelaire ne descrive invece gli effetti nella sua opera I paradisi artificiali.
Il filosofo tedesco Walter Benjamin tra il 1928 e il 1933 eseguì tra Marsiglia e Ibiza con degli amici una serie di esperimenti con lo scopo di effettuare una ricerca sulle alterazioni sensoriali causate dagli stupefacenti. Questi esperimenti vennero documentati in forma scritta essendovi l'idea da parte dello scrittore di comporne un testo complessivo sull'hashish. L'idea venne messa in opera alcuni anni dopo la morte dello scrittore da Jean Selz.
Nel 1974 venne pubblicato a Parigi (ed. Flayard) il romanzo autobiografico dello scrittore francese Charles Duchaussois Flash ou le Grand Voyage (ed. italiana Flash. Katmandu il grande viaggio, Torino, SEI, 2001). Il libro è il resoconto in prima persona del viaggio da Marsiglia a Katmandu per raggiungere i paradisi della droga e degli hippie.